# York hercege
A York hercege (angolul: Duke of York) brit nemesi cím, amelyet Yorkról neveztek el és a brit királyi család tagjai viselnek. A 15. századtól kezdve, a címet általában az angol vagy brit uralkodó második fia kapta. A cím második adományozása óta (1474) egyetlen yorki herceg sem tudta továbbadni a címet: vagy örökös nélkül haltak meg vagy pedig őket is királlyá koronázták.
A yorki hercegi cím jelenlegi birtokosa András herceg, II. Erzsébet brit királynő második fia és harmadik gyermeke. András hercegnek sincs fiúgyermeke, aki a címet örökölné (és 1996-os válása óta egyedül él).
A mindenkori yorki herceg feleségét a yorki hercegné cím illeti, jelenleg Sarah yorki hercegné (szül. Sarah Ferguson), András első felesége viseli.

## Története
A középkorban York volt Anglia északi részének legjelentősebb városa és a yorki érsek székhelye 735-től. Yorkshire akkor területileg Anglia legnagyobb shire megyéje volt.
A Jórvík-i viking királyság bukása (954) és a yorki hercegség első megalapítása között néhány személy a yorki gróf címet kapta.
A yorki hercegi címet első alkalommal angol nemesi címként 1385 hozták létre Yorki Edmund részére, aki III. Eduárd angol király harmadik fia volt. Fia, Eduárd, aki apja halála után örökölte a címet, 1415-ben az azincourt-i csata során vesztette életét. A címet ekkor unokaöccse, Richárd örökölte, Richárd cambridge-i gróf fia (akit kivégeztek V. Henrik angol király elleni összeesküvés vádjával). A fiatalabbik Richárdnak sikerült elérnie, hogy apja sorsa ellenére megkapja a hercegi címet, de amikor legidősebb fia, aki a címet örökölte, 1461-ben Anglia királya lett IV. Eduárd néven, és a címet felvette az angol királyok címei közé.
A címet második alkalommal Richárdnak, IV. Eduárd második fiának hozták létre. Richárd is örökös nélkül halt meg és halála után a cím megüresedett.
A címet harmadik alkalommal Tudor Henrik, VII. Henrik angol király második fia kapta. Amikor Henrik bátyja, Artúr walesi herceg 1502-ben meghalt, Henrik lett az angol trón várományosa, majd apja halála után VIII. Henrik néven királlyá koronázták és címet beolvasztotta a királyi titulusok közé.
Negyedik alkalommal Stuart Károly, I. Jakab angol király kapta. Amikor bátyja, Henrik Frigyes walesi herceg 1612-ben meghalt, Károly lett a trónörökös és 1616-ban walesi herceggé tették és végül I. Károly néven 1625-ben megkoronázták.
A hercegi címet ötödik alkalommal Stuart Jakab, I. Károly második fia kapta. Az Egyesült Államokban található New York várost és New York államot erről a yorki hercegről nevezték el. Amikor Jakab bátyja, II. Károly angol király örökös nélkül halt meg, Jakab örökölte a trónt II. Jakab néven.
A 18. században hozták létre a York és Albany hercege címet, amely Nagy-Britannia egyik nemesi címe volt. A címet első alkalommal Ernest Augustus von Brunswick-Lüneburg, Osnabrück püspöke viselte, aki I. György brit király öccse volt. Mivel örökös nélkül halt meg, a York és Albany hercege címet második alkalommal Eduárd yorki és albany-i herceg kapta, aki III. György brit király öccse volt. York és Albany hercegi címét harmadik és utolsó alkalommal Frigyes Ágoston herceg, III. György második fia kapta. Frigyes Ágoston a Brit Hadsereg főparancsnoka volt hosszú éveken át és nevét az angol gyerekdal, a "The Grand Old Duke of York" örökítette meg.
A yorki hercegi címet hatodik alkalommal (Albany nélkül) György walesi herceg részére adományozta apja, Albert Eduárd walesi herceg, a későbbi VII. Eduárd. György akkor kapta meg ezt a címet, amikor bátyja Albert Viktor clarence-i herceg meghalt. Apja után György herceg V. György brit király néven foglalta el a brit trónt.
A hercegi címet hetedik alkalommal Albert herceg, V. György második fia kapta. Apjuk halála után bátyja, VIII. Eduárd foglalta el a trónt, majd hirtelen, a brit kormány és a közvélemény nyomására lemondott és Albert VI. György néven foglalta el a trónt.
A címet nyolcadik alkalommal II. Erzsébet brit királynő és Fülöp edinburgh-i herceg második fia, András herceg részére adományozták, esküvője alkalmából 1986-ban. Jelenleg (2011. május) András hercegnek két lánygyermeke van és 1996-ban elvált, vagyis a cím halála után ismét a koronára fog szállni. Amennyiben Károly walesi herceg, a brit trón jelenlegi várományosa tartja magát a korábbi gyakorlathoz, akkor második fia, Henrik herceg kaphatja. Mivel a királyi család tagjai esküvőjük alkalmából szokták kapni ezeket a címeket és ha Henrik herceg házasságára András herceg halála előtt kerül sor, akkor Henrik herceg feltehetően egy másik nemesi címet fog kapni (mint pl. Eduárd wessexi gróf, aki feltehetően megkapja az Edinburgh hercege címet apja halála után.

## A yorki hercegek listája

### York hercegei

#### Első alkalommal, 1385–1415, 1425–1461 között
| A herceg neve | Képe                | Született                                                                     | Házassága                                                                                | Meghalt                                     |
| --- | ------------------- | ----------------------------------------------------------------------------- | ---------------------------------------------------------------------------------------- | ------------------------------------------- |
| Yorki Edmund York-ház (alapító) 1385–1402 további címe: Cambridge grófja (1362) | Yorki Edmund        | 1341. június 5. III. Eduárd angol király és Hainaut-i Filippa fia             | Kasztíliai Izabella infánsnő, yorki hercegné 1372 3 gyermek Joan de Holland gyermektelen | 1402. augusztus 1. 61 éves korában          |
| Eduárd yorki herceg York-ház 1402–1415 további címei: Aumale hercege (1397–1399), Cambridge grófja (1362–1414), Rutland grófja (1390–1402), Cork grófja (kb. 1396)                                       | Edurád yorki herceg | 1373 Norwich Yorki Edmund és Kasztíliai Izabella infánsnő, yorki hercegné fia | Philippa de Mohun gyermektelen                                                           | 1415. október 25. Azincourt 42 éves korában |
| Eduárd herceg bátyját, Richárdot 1415 augusztusában felségárulás vádjával kivégezték. Ez azonban megakadályozta, hogy fia, Plantagenet Richárd örökölje a trónt, amíg a király megbocsátott a családnak. |                     |                                                                               |                                                                                          |                                             |
| Plantagenet Richárd York-ház 1425–1460 további címei: Ulster grófja (1264), March grófja (1328), Cambridge grófja (1414, 1426-ban visszaállították), Wigmore bárója (1331)                               | Plantagenet Richárd | 1411. szeptember 21. Richard cambridge-i gróf és Anne de Mortimer fia         | Cecily Neville 1437 13 gyermek                                                           | 1460. december 30. Wakefield 49 évesen      |
| Plantagenet Eduárd York-ház 1460–1461 további címei: Ulster grófja (1264), March grófja (1328), Cambridge grófja (1414), Wigmore bárója (1331)                                                           | Plantagenet Eduárd  | 1442. április 28. Rouen Plantagenet Richárd és Cecily Neville fia             | Elizabeth Woodville 1464. május 1. 10 gyermek                                            | 1483. április 9. Westminster 40 évesen      |
| Plantagenet Eduárd 1461-ben elfoglalta az angol trónt IV. Eduárd néven és címeit beolvasztotta az angol királyi címet közé.                                                                              |                     |                                                                               |                                                                                          |                                             |

#### Második alkalommal, 1474–1483
| A herceg neve | Képe          | Született                                                                         | Házassága                                                         | Meghalt |
| --- | ------------- | --------------------------------------------------------------------------------- | ----------------------------------------------------------------- | ------- |
| Yorki Richárd York-ház 1474–1483 további címei: Norfolk hercege (1477), Nottingham grófja (1476), feltehetően Warenne grófja (1477)                                                                                  | Yorki Richárd | 1473. augusztus 17. Shrewsbury IV. Eduárd angol király és Elizabeth Woodville fia | Anne de Mowbray Norfolk 8. grófnője 1478. január 15. gyermektelen | 1485    |
| Richárd halálának pontos dátuma nem ismert, gyakori viták tárgya, mivel semmilyen információ vagy utalás nem maradt fent. Bátyjával együtt bebörtönözték a Londoni Towerbe, amelyet azóta Hercegek Tornyának hívtak. |               |                                                                                   |                                                                   |         |

#### Harmadik alkalommal, 1494–1509
| A herceg neve | Képe         | Született                                                                        | Házassága | Meghalt                                     |
| --- | ------------ | -------------------------------------------------------------------------------- | --- | ------------------------------------------- |
| Tudor Henrik Tudor-ház 1494–1509 további címei: Walesi herceg és Chester grófja (1504), Cornwall hercege (1337)                                                             | Tudor Henrik | 1491. június 28. Greenwich Palace VII. Henrik angol király és Yorki Erzsébet fia | Aragóniai Katalin 1509. június 11. 1 gyermek Boleyn Anna 1533. január 25. 1 gyermek Jane Seymour 1536. május 30. 1 gyermek Klevei Anna 1540. január 6. - Catherine Howard 1540. július 28. - Catherine Parr 1543. július 12. - | 1547. január 28. Whitehall Palace 55 évesen |
| Henrik bátyja, Artúr walesi herceg még apjuk előtt meghalt, vagyis Henrik kapta meg a Wales hercege címet és apja halála után örökölte a trónt VIII. Henrik néven 1509-ben. |              |                                                                                  | |                                             |

#### Negyedik alkalommal, 1605–1625
| A herceg neve | Képe          | Született                                                                                         | Házassága                                                        | Meghalt                                     |
| --- | ------------- | ------------------------------------------------------------------------------------------------- | ---------------------------------------------------------------- | ------------------------------------------- |
| Stuart Károly ("Szent Károly mártír") Stuart-ház 1605–1625 további címei: Wales hercege és Chester grófja (1616), Cornwall hercege (1337), Rothesay hercege (1398), Albany hercege, Ormond őrgrófja (1600), Carrick grófja (1398), Ross grófja (1600), Renfrew bárója (1398), Lord Ardmannoch (1600), Lord of the Isles, Skócia hercege (1398) | Stuart Károly | 1600. november 19. Dunfermline Palace I. Jakab angol király és Oldenburgi Anna angol királyné fia | Bourbon Henrietta Mária angol királyné 1625. június 13. 9 gyerek | 1649. január 30. Whitehall Palace 48 évesen |
| Károly bátyja, Henrik Frigyes walesi herceg apjuk előtt meghalt, így végül Károly örökölte az angol trónt I. Károly néven 1625-ben. |               |                                                                                                   |                                                                  |                                             |

#### Ötödik alkalommal, (1633) 1644–1685
| A herceg neve | Képe         | Született                                                                                                 | Házassága                                                                           | Meghalt                                                         |
| --- | ------------ | --- | ----------------------------------------------------------------------------------- | --------------------------------------------------------------- |
| Stuart Jakab Stuart-ház 1633/1644–1685 további címei: Albany hercege (1660), Ulster grófja (1659) | Stuart Jakab | 1633. október 14. Szent Jakab-palota I. Károly angol király és Bourbon Henrietta Mária angol királyné fia | Hyde-i Anna 1660. szeptember 3. 8 gyermek Modenai Mária 1673. november 21 7 gyermek | 1701. szeptember 16. Château de Saint-Germain-en-Laye 67 évesen |
| Jakabot születésétől York hercege néven említették és hivatalosan 1644-ben kapta meg a címet. Amikor bátyja törvényes fiúörökös nélkül halt meg, Jakab foglalta el a trónt II. Jakab angol és VII. Jakab skót király néven 1685-ben |              | |                                                                                     |                                                                 |

### York és Albany hercegei
Nagy-Britannia 1707-es egyesítése után a Hannoveri-házból származó királyok kedvelték a kettős nemesi címeket (az Egyesült Királyság két királyságából), hogy ezzel is hangsúlyozzák az ország egységét.

#### Első alkalommal, 1716–1728
| A herceg neve | Képe | Született | Házassága      | Meghalt                                 |
| --- | ---- | --- | -------------- | --------------------------------------- |
| Ernest Augustus, York és Albany hercege Hannoveri-ház 1716–1728 továbbá: Osnabrück püspök-hercege (1715–1728), Ulster grófja (1716) |      | 1674. szeptember 7. Osnabrück Ernő Ágost hannoveri választófejedelem és Zsófia hannoveri választófejedelemné fia | nem házasodott | 1728. augusztus 14. Osnabrück 53 évesen |
| Ernest herceg I. György brit király öccse volt és utód nélkül halt meg.                                                             |      | |                |                                         |

#### Második alkalommal, 1760–1767
| A herceg neve | Képe | Született                                                                                  | Házassága      | Meghalt                               |
| --- | ---- | ------------------------------------------------------------------------------------------ | -------------- | ------------------------------------- |
| Edward, York és Albany hercege Hannoveri-ház 1760–1767 további címe: Ulster grófja (1760)                                                                                   |      | 1739. március 25. Norfolk House Frigyes walesi herceg és Szász-Gothai Augusta hercegné fia | nem házasodott | 1767. szeptember 17. Monaco 28 évesen |
| Eltérően elődeitől, Eduárd herceg nem a király, hanem Frigyes walesi herceg második fia volt és III. György brit király öccse. Rövid betegség után, örökös nélkül halt meg. |      |                                                                                            |                |                                       |

#### Harmadik alkalommal, 1784–1827
| A herceg neve | Képe | Született | Házassága                                                | Meghalt                                 |
| --- | ---- | --- | -------------------------------------------------------- | --------------------------------------- |
| Frigyes herceg Hannoveri-ház 1784–1827 további címe: Ulster grófja (1784)                                                                                               |      | 1763. augusztus 16. Szent Jakab-palota III. György brit király és Mecklenburg-Strelitzi Sarolta hercegnő fia | Friderika Sarolta porosz hercegnő 1791. szeptember 29. - | 1827. január 5. Rutland House 63 évesen |
| Frigyes herceg különélt feleségétől, Sarolta hercegnőtől és házasságukból nem született utód. A híresztelések szerint számos törvénytelen gyermeket nemzett szeretőinek |      | |                                                          |                                         |

### York hercegei
Miután Viktória brit királynő nem akarta a yorki hercegi címet második fiának Alfréd szász–coburg–gothai hercegnek adományozni, (feltehetően a Hannoveri-ház hagyományaival akart szakítani), végül legidősebb fia második fiának adományozta (az "Albany hercege" cím nélkül).

#### Hatodik alkalommal, 1892–1910
| A herceg neve | Képe | Született                                                                               | Házassága                            | Meghalt                                      |
| --- | ---- | --------------------------------------------------------------------------------------- | ------------------------------------ | -------------------------------------------- |
| György herceg Windsor-ház 1892–1910 emellett: Wales hercege és Chester grófja (1901), Rothesay hercege és Carrick grófja (1398), Inverness grófja (1600), Renfrew bárója (1398), Killarney bárója (1892), Lord of the Isles, Skócia hercege (1398) |      | 1865. június 3. Marlborough House VII. Eduárd brit király és Alexandra dán hercegnő fia | Teck Mária 1893. július 6. 6 gyermek | 1936. január 20. Sandringham House 70 évesen |
| György herceg V. György néven foglalta el a brit trónt 1910-ben apja halála után |      |                                                                                         |                                      |                                              |

#### Hetedik alkalommal, 1920–1936
| A herceg neve                                                                                 | Képe | Született                                                                                  | Házassága                                        | Meghalt                                            |
| --------------------------------------------------------------------------------------------- | ---- | ------------------------------------------------------------------------------------------ | ------------------------------------------------ | -------------------------------------------------- |
| Albert herceg Windsor-ház 1920–1936 további címei: Inverness grófja, Killarney bárója (1920)  |      | 1895. december 14. Sandringham House V. György brit király és Teck Mária brit királyné fia | Elizabeth Bowes-Lyon 1923. április 26. 2 gyermek | 1952. február 6. Sandringham House 56 éves korában |
| Albert herceg VI. György néven lépett a trónra, miután bátyja VIII. Eduárd 1936-ban lemondott |      |                                                                                            |                                                  |                                                    |

#### Nyolcadik alkalommal, 1986 – jelenleg
| A herceg neve                                                                       | Képe | Született                                                                                      | Házassága                                                                   | Meghalt                   |
| ----------------------------------------------------------------------------------- | ---- | ---------------------------------------------------------------------------------------------- | --------------------------------------------------------------------------- | ------------------------- |
| András herceg Windsor-ház 1986 – további címei: Inverness grófja, Killyleagh bárója |      | 1960. február 19. Buckingham-palota II. Erzsébet brit királynő és Fülöp edinburgh-i herceg fia | Sára yorki hercegné 1986. július 23. – 1996. május 30. (elváltak) 2 gyermek | a cím jelenlegi birtokosa |
| András hercegnek nincs fia - halála után a cím megüresedik                          |      |                                                                                                |                                                                             |                           |